# Falumúzeum (Verseg)
A Fő u. 15-ben berendezett falumúzeum Verseg egyetlen múzeuma. A gyűjtemény szakmai munkáját a Galgamente falumúzeumait felügyelő aszódi Petőfi Múzeum ellenőrzi.

## Története
A hagyományos népi kultúrát bemutató tárgyak összegyűjtését Marton Pálné Homok Erzsébet, több, a nép életét ismertető könyv szerzője kezdeményezte. Mivel a faluban nem maradt a gyűjtemény kiállítására is megfelelő, eredeti stílusú parasztház, a Pest Megyei Tanács anyagi támogatásával, muzeológus szakemberek útmutatása alapján rekonstruáltak egyet, és abban az épületben nyitották meg a tájházat 1974-ben.

## A kiállítás
A házban a hagyományos lakáskultúra mellett a táplálkozás és a kenderfeldolgozás eszközeit, valamint a helyi népviseletet mutatja be. Egy különálló, de a portához tartozó épületben helyezték el Martonné Homok Erzsébet munkásságának dokumentumait, az író személyes emléktárgyait. 
Látogatható:
- április 1-jétől október 1-ig hétfő kivételével naponta 14–16 óra között,
- a téli időszakban előzetes bejelentkezéssel.